# Петракки, Франко
Франко Петракки (итал. Franco Petracchi, род. 22 сентября 1937, Пистоя) — один из ведущих контрабасистов Италии второй половины XX века. Известен не только как блестящий виртуоз, педагог, но и как дирижёр.
Контрабасист начал учёбу в 13 лет под руководством Гвидо Батистелли. В Римской академии музыки Санта Чечилия он изучал также композицию, фортепиано и дирижирование (у Франко Феррары). С 1960 г. первый контрабас Симфонического оркестра Итальянского радио в Турине, затем в 1962—1980 г. занимал тот же пульт в Симфоническом оркестре Итальянского радио в Риме. После этого полностью посвятил себя сольному исполнительству, а также дирижированию и преподавательской деятельности.
В своих концертах Петракки исполнил многие известные сочинения контрабасового репертуара и большое число новых оригинальных произведений, написанных композиторами, в частности, и для него: помимо виртуозного Концерта для контрабаса («Для Франко Петракки») композитор Вирджилио Мортари написал для него Дуэтино (скрипка и контрабас), Элегию и Каприччо, Элегическую рапсодию. Для Петракки создавали произведения Ханс Вернер Хенце, Франко Донатони, Нино Рота. Одно из самых крупных, превосходнейших по музыке и композиторскому мастерству сочинений для контрабаса — Большой концертный дивертисмент Нино Рота — тоже посвящён Петракки.
Музыкант участвовал во многих международных встречах и семинарах контрабасистов, проводил мастер-классы. Он — член жюри международных конкурсов в Женеве, в Риме, в Англии, организатор и участник жюри конкурсов «Дж. Боттезини», проводимых в Италии с 1989 года.
Педагогическую работу Петракки начал в 1956 году в консерватории Бари, затем преподавал в других итальянских консерваториях, а с 1986 г. профессор Женевской консерватории. Петракки — автор методической работы «Подходы к высшей технике игры» (англ. Simplified higher technique). Среди его учеников Альберто Бочини.
Важное место в творческой жизни Петракки занимает дирижёрская деятельность. С Лондонским симфоническим оркестром он впервые записал симфонические произведения Джованни Паоло Боттезини — прелюдию из музыки оперы «Эро и Леандр», увертюру к опере «Али Баба», симфонию «Дьявол ночи», несколько других произведений. Эти записи позволили шире представить творчество Боттезини-композитора. В последнее десятилетие Петракки-дирижёр гастролирует в городах Италии и по Европе, исполняя, прежде всего малоизвестные сочинения классической и романтической музыки.